# Joseph Nicolosi
Joseph Nicolosi (New York, 21 gennaio 1947 – Los Angeles, 8 marzo 2017) è stato uno psicoterapeuta, psichiatra e psicologo clinico statunitense, noto per le sue terapie riparative e per essere cofondatore della NARTH.

## Biografia
Nicolosi si è laureato presso la New School for Social Research di New York City e ha conseguito il Ph. D. in psicologia clinica alla California School of Professional Psychology.
Psicologo cattolico attento al Magistero della Chiesa, nel 1980 ha fondato la Thomas Aquinas Psychological Clinic di Encino, Los Angeles, dove, per oltre trent'anni, ha esercitato la terapia riparativa dell'omosessualità, fino alla sua morte improvvisa nel marzo 2017.
Nicolosi è co-fondatore (con Benjamin Kaufman e Charles Socarides) della National Association for Research and Therapy of Homosexuality (NARTH, "Associazione nazionale per la ricerca e terapia dell'omosessualità"), associazione tuttora attiva negli Stati Uniti e di cui è stato presidente, ed è il più noto promotore delle discusse terapie riparative.
Ha descritto le sue teorie in Omosessualità maschile: un nuovo approccio e altri libri. Per Nicolosi l'omosessualità è il prodotto di una condizione che egli descrive come "carenza di identità sessuale" causata da un'alienazione da individui dello stesso sesso del soggetto. Nicolosi, riprendendo le teorie sviluppate negli anni sessanta dagli psichiatri statunitensi Charles Socarides e Irving Bieber, e all'inizio degli anni ottanta dalla ricercatrice britannica Elizabeth Moberly, attribuisce l'origine dell'omosessualità alla cosiddetta famiglia triadica: padre distante e madre opprimente in senso freudiano, figlio con una predisposizione (non determinazione) genetica a diventare omosessuale se ha un vissuto di questo genere.
Joseph Nicolosi è morto a causa delle complicanze di un'influenza all'età di 70 anni, in circostanze non meglio chiarite.
Joseph Nicolosi sposò Linda, dalla quale ebbe un figlio, Joseph Jr. Cattolico credente e praticante, è autore di un capitolo dedicato alla scienza nel libro Caught in the crossfire: helping Christians debate homosexuality.

## La terapia riparativa
Negli ultimi trentacinque anni, il suo lavoro si è concentrato sulla terapia riparativa, il cui scopo dichiarato è quello di ricondizionare l'orientamento sessuale dei pazienti omosessuali, tentando di renderli di nuovo eterosessuali, in quanto, secondo tale teoria, le persone omosessuali sarebbero in realtà eterosessuali nei quali lo sviluppo naturale della sessualità sarebbe stato deviato o impedito da particolari dinamiche psicologico-parentali durante il periodo sviluppo (infanzia e adolescenza). Tale pratica riprende il filone dell'origine patologica dell'omosessualità come devianza cresciuta all'interno di un contesto familiare (famiglia triadica), non favorevole alla crescita psicologica della persona: l'omosessualità sarebbe una sorta di immaturità affettiva dovuta a una carenza o ad un'eccessiva dominanza dell'affettività verso una delle figure genitoriali.
La terapia riparativa è stata aspramente contestata dalle associazioni gay, in quanto vista come uno strumento che aiuta la diffusione dell'omofobia contribuendo a perpetrare un pregiudizio negativo sull'omosessualità, e da diversi professionisti ed associazioni che operano nel campo della salute mentale. Nicolosi, d'altra parte, sostiene di non considerare necessariamente l'omosessualità in sé come una malattia, ma di offrire semplicemente una terapia volta a sanare la condizione di egodistonia di quegli omosessuali che non desiderano accettare lo "stile di vita gay" propinato attraverso le terapie affermative - ma allo stesso tempo afferma anche di non aver mai incontrato omosessuali egosintonici, a sua impressione, realmente contenti della propria omosessualità. Nella seconda metà del Novecento diversi specialisti, prevalentemente statunitensi, hanno proposto terapie analoghe.

### La posizione della comunità scientifica
Un gran numero di fonti scientifiche documenta l'inefficacia e la pericolosità delle "terapie riparative" e, in generale, dei tentativi di modificare l'orientamento sessuale. Organismi come l'American Psychological Association e l'American Psychiatric Association hanno espresso le proprie perplessità al riguardo. Nel 2009, il Royal College of Psychiatrists ha dichiarato che "condivide le perplessità dell'American Psychiatric Association e dell'American Psychological Association, riguardo al fatto che le posizioni esposte da parte di organismi come l'Associazione nazionale per la ricerca e la terapia dell'omosessualità (NARTH) negli Stati Uniti non sono supportate dalla scienza. Non vi è alcuna prova scientifica che l'orientamento sessuale possa essere cambiato. Inoltre, i trattamenti raccomandati dalla NARTH creano un contesto in cui il pregiudizio e la discriminazione possono prosperare" ed ha aggiunto che "la miglior prova di efficacia di ogni trattamento viene da studi clinici casuali e non come quelli effettuati in questo campo".
Per quanto riguarda l'Italia, le terapie riparative promosse dalla NARTH sono state oggetto di una presa di posizione dell'Ordine nazionale degli psicologi italiani che, rifacendosi ai principi del proprio codice deontologico, ha espresso una valutazione per cui «lo psicologo non può prestarsi ad alcuna “terapia riparativa” dell'orientamento sessuale di una persona», perché andrebbe contro i principi espressi dal Codice deontologico degli psicologi, non essendo l'omosessualità una psicopatologia.
Nel 2010, in occasione della presenza in Italia di Joseph Nicolosi al convegno "Identità di genere e libertà", è stato pubblicato un documento sottoscritto da psicologi, psichiatri, psicoterapeuti, psicoanalisti, studiosi e ricercatori nel campo della salute mentale e della formazione per condannare ogni tentativo di patologizzare l'omosessualità, affermando che "qualunque trattamento mirato a indurre il/la paziente a modificare il proprio orientamento sessuale si pone al di fuori dello spirito etico e scientifico".

### Opere
- Healing Homosexuality: Case Stories of Reparative Therapy,scritto con la collaborazione di Lucy Freeman. Jason Aronson, 1993. ISBN 0876683405
- Omosessualità maschile: un nuovo approccio. Milano, Sugarco, 2002. ISBN 9788871984612
- Omosessualità. Una guida per i genitori. Milano, Sugarco, 2002. ISBN 9788871984698
- Oltre l'omosessualità. Ascolto terapeutico e trasformazione, San Paolo, Milano 2007. ISBN 9788821557538
- Identità di genere. Manuale di orientamento. Milano, Sugarco, 2010. ISBN 9788871985893